# Autoimmunhämolytische Anämie
Eine autoimmunhämolytische Anämie (abgekürzt AIHA) ist eine erworbene hämolytische Anämie, die durch Autoantikörper, d. h. durch Antikörper, die gegen eigene Antigene gerichtet sind, verursacht wird. Diese Antikörper heften sich an die Erythrozyten (roten Blutzellen) und können unter bestimmten Umständen zu deren Zerstörung (Hämolyse) führen. Die autoimmunhämolytischen Anämien sind erworbene, nicht ansteckende Erkrankungen.

## Begrifflichkeit
Der Begriff der ‚Autoimmunhämolytische Anämie‘ beschreibt eine Gruppe von erworbenen Erkrankungen des körpereigenen Abwehrsystems (Immunsystem), bei denen es zu einem Mangel
an Erythrozyten kommt. Ein solcher unphysiologischer Mangel wird mit dem Oberbegriff einer ‚Anämie‘ erfasst. Unter dem Oberbegriff ‚Autoimmunkrankheit‘ (altgr. αὐτός autós eigen-, gleich-, selbst-) sind Krankheiten subsumiert, bei denen eine gestörte Toleranz des Immunsystems gegenüber Stoffen des eigenen Körpers zur Bildung von Autoantikörpern führt. Als ‚Hämolyse‘ (αἷμα haíma „Blut“ und λύσις lýsis „Lösung, Auflösung, Beendigung“) wiederum bezeichnet die Auflösung der roten Blutkörperchen.
Im Jahre 1904 beschrieben Julius Donath und Karl Landsteiner ein Krankheitsgeschehen, das sie ‚paroxysmale Kältehämoglobinurie‘ nannten und das auf die Bildung von Antikörpern gegen körpereigene Strukturen zurückzuführen war.

## Einteilung

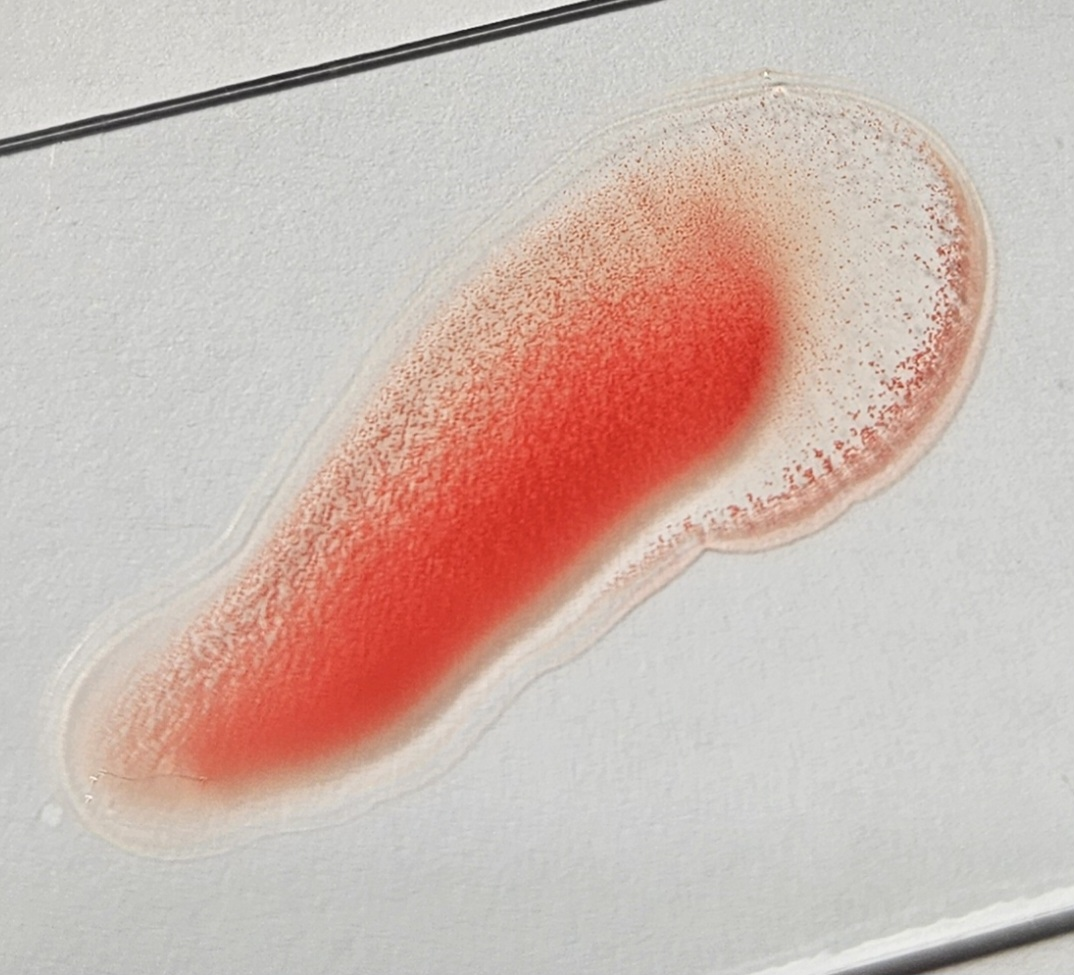
Agglutination von Erythrozyten auf einem Objektträger bei einem Hund mit AIHA

Die Hämolyse kann klassifiziert werden in:
- extrinsische Hämolyse, die Ursache der Erythrozytenzerstörung liegt außerhalb des roten Blutkörperchens (zumeist erworben, zu ihnen zählen auch die AIHA);
- intrinsische Hämolyse, aufgrund eines Defekts innerhalb des Erythrozytens selbst (zumeist hereditär).

Man unterscheidet vier verschiedene Formen der AIHA:
- AIHA vom Wärmetyp (inkomplette Antikörper (Ak) IgG), ca. 70 %
- AIHA vom Kältetyp (auch: Kälteagglutininkrankheit) (komplette Ak IgM), ca. 20 %
- AIHA vom Donath-Landsteiner-Typ oder gemischten bzw. bithermischen Ak (auch: Paroxysmale Kältehämoglobinurie) ca. 10 %
- durch Medikamente induzierte AIHA.

Je nach der „hämolysierenden Wirkung“  der Autoantikörper unterscheidet man sogenannte komplette Antikörper, die eine sichtbare Agglutination (Verklumpung) der Erythrozyten hervorrufen können, von inkompletten Antikörpern, die dies nicht tun. Erstere sind in der Regel vom Typ Immunglobulin M (IgM), letztere vom Typ Immunglobulin G (IgG). Autoantikörper auf der Erythrozytenoberfläche können mit dem  direkten Coombs-Test nachgewiesen werden, Autoantikörper im Serum mit dem indirekten Coombs-Test.

### AIHA vom Wärmetyp
Die AIHA vom Wärmetyp wird durch Autoantikörper hervorgerufen, die ihr Reaktionsoptimum bei Körpertemperatur, d. h. 37 °C, haben. Meist handelt es sich um Antikörper vom Typ IgG (nur selten IgA oder IgM). Die Inzidenz der AIHA vom Wärmetyp wird auf etwa 1:50 000 geschätzt. Sie kann in jeder Altersstufe auftreten, jedoch tritt sie wesentlich häufiger im Erwachsenenalter als im Kindesalter auf. Frauen sind häufiger als Männer betroffen. In etwa der Hälfte der Fälle kann keine äußere Ursache für das Auftreten der AIHA gefunden werden, in der anderen Hälfte der Fälle ist die AIHA vom Wärmetyp typischerweise mit bestimmten Erkrankungen assoziiert:
- Infektionen
- Impfungen (sehr selten)
- Maligne Lymphome
- Immundefekte
- Kollagenosen (zum Beispiel Systemischer Lupus erythematodes SLE)
- Erkrankungen mit autoimmuner Komponente (zum Beispiel Rheumatoide Arthritis, Colitis ulcerosa)
- Thymome (sehr selten)
- Leukämien
- Tumorerkrankungen
- Evans-Syndrom.

Das klinische Erscheinungsbild der betroffenen Patienten ist äußerst variabel. Es reicht von weitgehendem Wohlbefinden bei nur milder Hämolyse bis hin zu einem schweren, unter Umständen lebensbedrohlichem Krankheitsbild bei sehr ausgeprägter Hämolyse.

### AIHA vom Kältetyp (Kälteagglutininkrankheit)
Die AIHA vom Kältetyp wird durch sogenannte Kälteagglutinine hervorgerufen, die fast immer vom Typ IgM sind. Bei niedrigeren Temperaturen als der Körpertemperatur führen diese Autoantikörper zu einer Vernetzung (Agglutination) der Erythrozyten und anschließend durch Komplementaktivierung zur Hämolyse. Ursachen einer AIHA vom Kältetyp können sein:
- monoklonale Gammopathie, zum Beispiel Morbus Waldenström
- maligne Lymphome
- Infektionen (als typisch gelten das Auftreten nach Mykoplasmen-Pneumonie, infektiöser Mononukleose oder Röteln)

Man unterscheidet eine akute und eine chronische Form. Die akute Form tritt meist im Gefolge von Infektionen auf und verschwindet meist nach Abklingen der Infektion wieder. Die chronische Form tritt praktisch nur im Erwachsenenalter auf und ist ohne Therapie in der Regel irreversibel.
Pathophysiologisch wird die Hämolyse durch hochtitrige IgM-Kälteautoantikörper ausgelöst. Die betroffenen Erythrozyten werden dabei vorwiegend intravasal durch die terminalen Komplementkomponenten (C5b-9 bzw. membrane attack complex) zerstört und zum geringen Teil durch die C3b-Fixation phagozytiert. Klinisch relevante IgG und IgA Autoantikörper sind hier extrem selten.

### AIHA vom Donath-Landsteiner-Typ (Paroxysmale Kältehämoglobinurie)
Die paroxysmale (d. h. anfallsartige) Kältehämoglobinurie ist die häufigste AIHA im Kindesalter. Bei Erwachsenen findet man sie so gut wie nie. Meist tritt sie nach Virusinfekten auf. Sie wird in der Regel durch Autoantikörper vom Typ IgG, seltener IgM verursacht, die ein ähnliches Reaktionsmuster wie die o. g. Kälteagglutinine aufweisen. Typisch ist eine akute Hämolysesymptomatik mit Hämoglobinurie und Anämie nach Kälteexposition. Häufig treten dabei krampfartige Bauchschmerzen, Erbrechen, Durchfall, Fieber oder Schüttelfrost auf. Trotz des schweren Krankheitsbildes zeigt die Erkrankung meist einen gutartigen Verlauf und die Hämolyse bildet sich meist spontan innerhalb weniger Tage zurück.

### Medikamentös induzierte AIHA
Durch Medikamente kann die Bildung von Autoantikörpern induziert werden. Die Medikamente, die am häufigsten zu einer AIHA führen können, sind:
- Nichtsteroidale Antirheumatika (insbesondere Diclofenac)
- Cephalosporine
- Tuberkulostatika
- Alpha-Methyldopa.

Der Mechanismus der Autoantikörperbildung ist nicht vollständig verstanden.

## Klinik und Symptome
Neben den typischen Symptomen der Anämie (Blässe, Müdigkeit, Leistungsschwäche, Tachykardie, Ohrensausen, Luftknappheit bei körperlicher Belastung) zeigen sich die Symptome der Hämolyse: Ikterus (Gelbverfärbung) von Haut und Skleren durch Bilirubin-Einlagerung, dunkler Urin (durch freigesetztes Hämoglobin und Bilirubin-Abbauprodukte).
Der klinische Verlauf variiert stark. Eine sehr ausgeprägte akut verlaufende Hämolyse ist ein schweres Krankheitsbild mit Fieber, Schüttelfrost, Bauchschmerzen, Erbrechen, Übelkeit, und kann akut lebensbedrohlich sein. Bei massiver Hämolyse kann es zum Nierenversagen und Schock kommen.
Bei der medikamentös induzierten AIHA kommt es typischerweise zur Hämolysesymptomatik wenige Minuten bis Stunden nach entsprechender Medikamenteneinnahme.
Im Blutbild zeigt sich eine Abnahme der Zahl der roten Blutkörperchen und meist eine Sphärozytose.

## Behandlung
Die Anämie kann symptomatisch mit Transfusionen von Erythrozytenkonzentraten („Bluttransfusionen“) behandelt werden. Bei lebensbedrohlicher Anämiesymptomatik muss dies auch ohne Verzögerung geschehen, auch wenn die Kreuzprobe positiv ausfällt. Die Behandlung der AIHA vom Wärmetyp beinhaltet zunächst die Behandlung der auslösenden Grunderkrankung soweit eine solche vorliegt. Die Therapie ist ansonsten immunsuppressiv (Steroide, zum Beispiel 1 mg/Tag kg Körpergewicht Prednisolon; bei ungenügender Wirkung Hinzunahme von Azathioprin). Andere Therapien (Gabe polyvalenter Immunglobuline oder Rituximab oder Cyclophosphamid) sollten erst nach Versagen der Primärtherapie zum Einsatz kommen. Bei der AIHA vom Kältetyp ist die Vermeidung von Kälteexposition wichtig. Die medikamentös induzierte AIHA wird in erster Linie durch das Absetzen des auslösenden Medikamentes behandelt.